# 福岡県道536号米多比谷山古賀線
福岡県道534号米多比谷山古賀線（ふくおかけんどう536ごう ねたびたにやまこがせん）は、福岡県古賀市を通る一般県道である。

## 概要
古賀市米多比から古賀市谷山を経て、古賀市花鶴丘に至る。起終点とも福岡県道534号清滝古賀線に接続している。

### 路線データ
- 起点：古賀市米多比（福岡県道534号清滝古賀線交点）
- 終点：古賀市花鶴丘（古賀橋交差点、福岡県道534号清滝古賀線交点）

## 路線状況

### 重複区間
- 福岡県道504号町川原福岡線（古賀市川原・町川原交差点 - 古賀市青柳町）

### 道路施設

#### 橋梁
- 米多比橋（米多比川、古賀市）
- 新薬王子橋（薬王寺川、古賀市）
- 新谷山橋（谷山川、古賀市）
- 今在家橋（谷山川、古賀市）
- 石ヶ崎橋（谷山川、古賀市）

## 地理

### 通過する自治体
- 古賀市

### 交差する道路
| 交差する道路                                                    | 交差する場所 | 交差する場所        |
| --------------------------------------------------------------- | ------------ | ------------------- |
| 福岡県道534号清滝古賀線                                         | 米多比       | 起点                |
| 福岡県道35号筑紫野古賀線 福岡県道504号町川原福岡線 重複区間起点 | 川原         | 町川原交差点        |
| 福岡県道504号町川原福岡線 重複区間終点                          | 青柳町       |                     |
| 国道3号 / 宗像バイパス                                          | 今在家       | 今在家交差点        |
| 福岡県道534号清滝古賀線                                         | 花鶴丘1丁目  | 古賀橋交差点 / 終点 |

### 沿線
- 米多比郵便局
- 古賀市立小野小学校
- 古賀グリーンパーク
- E3 九州自動車道 6 古賀IC（国道3号を介して間接接続）
- 古賀市役所